# Nabłonek jednorzęskowy
Nabłonek jednorzęskowy, nabłonek monociliarny – typ nabłonka migawkowego, w którym każda komórka posiada tylko jedną wić lub rzęskę. Cechą charakterystyczną tego typu nabłonka jest obecność dodatkowej centrioli przy kinetosomie.
Nabłonek jednorzęskowy występuje u przedstawicieli różnych typów zwierząt zarówno u form dorosłych (np. pierścienice z rodziny Oweniidae), jak i larwalnych (np. larwy szkarłupni). Szczękogębe (Gnathostomulida), to jedyny znany typ zwierząt, którego wszyscy przedstawiciele posiadają wyłącznie nabłonek jednorzęskowy, służący im do lokomocji.